# Dargay Attila
Dargay Attila (Mezőnyék, 1927. június 20. – Budapest, 2009. október 20.) Balázs Béla-díjas magyar rajzfilmrendező és képregényrajzoló, érdemes és kiváló művész.

## Életpályája
A Képzőművészeti Főiskolára 1945-től 1948-ig járt, amikor „osztályidegenként” politikai okokból kirúgták. 1951-ben a Nemzeti Színház díszletfestője, 1951–1954 között a rajzfilmgyártásban gyakornok, 1954–től 1957-ig tervező, 1957-től rendező. Képregényei többségükben a Pajtás magazinban jelentek meg, legismertebb figurája Kajla kutya. Éveken keresztül dolgozott a Dörmögő Dömötörnek is. Humorát nemcsak a szakmai elismerések, alkotásainak népszerűsége, hanem nézettségi mutatói is visszaigazolják. Történeteivel minden korosztályt meg tudott szólítani, nevettetni. 2007-ben Budapest díszpolgárává választották. 2009. október 20-án, 83. életévében hunyt el.
Felesége és állandó munkatársa Henrik Irén, a Pannónia Filmstúdió operatőre volt.
Nagynénje Keresztessy Mária színésznő.

## Filmográfia

### Reklámfilmjei
- Varázsfurulyás (1955)
- Elektromos háztartás (1957)
- A természet ajándéka (1957)
- Túlokos Domokos I.-II.-III. (1957)
- Modern Rómeó és Júlia (1957)
- Séta (Csodálatos szimfónia I.) (1957)
- 2×2=? (Csodálatos szimfónia II.) (1957)
- Méteráru (1958)
- Darugar (1959)
- Játékbolt (1959)
- Lift (1959)
- Ampullaszignáló gép (1960)
- Egész életen át (1960)
- Don Quijote De La Mancha, a búsképű lovag (1960)
- A fehér hölgy és a fekete fiú (1961)
- Kiosz (1961)
- Alufix (1963)

### Főbb rövid rajzfilmjei
- A kiskakas gyémánt félkrajcárja (1951) fázisrajzolóként
- Erdei sportverseny (1952) fázisrajzolóként
- Kutyakötelesség (1953) tervezőként
- Az okos lány (1955) tervezőként Szabó Szabolccsal
- Két bors ökröcske (1955) tervezőként
- A telhetetlen méhecske (1958) figuratervezőként
- Ne hagyd magad, emberke! (1959) rendezőként[11][12][13]
- Galilei (1962) rendezőként
- Dióbél királyfi (1963) rendezőként
- Marci a koralltengeren (1965) rendezőként
- Nem fog fájni! (1965) animációs rendezőként
- Variációk egy sárkányra (1967) rendezőként
- Pálcika Péter (1968) rendezőként Macskássy Gyulával
- Rendhagyó történetek (1970) rendezőként
- Hajrá, mozdony! (1972) rendezőként
- A három nyúl (1972) rendezőként
- Zsuzsu locsol (1972) rendezőként
- Ámor op. 1 (1972) rendezőként
- Pázmán lovag (1973) rendezőként
- Visszajelzés (1977) rendezőként
- A préri pacsirtája (1991) rendezőként

### Sorozatai
- Artúr, az angyal (1960–1962) rendezőként
- Marci és a cső (1965) rendezőként
- Gusztáv (1964–1968) rendezőként
  - Gusztáv ágyban marad (1964)
  - Gusztáv a széplelkű (1964)
  - Gusztáv és a köztulajdon (1964)
  - Gusztáv mindenáron (1964)
  - Gusztáv és a tanácsadók (1965)
  - Gusztáv tyúkja (1965)
  - Gusztáv nem vesz autót (1966)
  - Gusztáv és a vadászeb (1966)
  - Gusztáv rendet teremt (1967)
  - Gusztáv bátorságot merít (1967)
  - Gusztáv macskája (1968)
  - Gusztáv mindenáron (1968)
  - Gusztáv életre nevel (1968)
  - Gusztáv és Léda (1971)
- Vili és Bütyök (1968) rendezőként
- La Fontaine-mesék (1969–1971) rendezőként
- Cantinfla Show (1974) rendezőként
- A legkisebb ugrifüles I. (1975) dramaturgként Bálint Ágnessel
- Pom Pom meséi (1978–1981) rendezőként
- Vuk I–IV. (1980) rendezőként
- A nagy ho-ho-horgász I. (1982) rendezőként Füzesi Zsuzsával

### Egész estés rajzfilmjei
- Lúdas Matyi (1977) rendezőként
- Vuk (1981) rendezőként
- Szaffi (1985) rendezőként
- Az erdő kapitánya (1988) rendezőként
- Vili, a veréb (1989) dramaturgként
- Sárkány és papucs (1989) dialóg rendezőként
- A hetedik testvér (1995) forgatókönyvíróként és figuratervezőként
- Vacak, az erdő hőse (1997) figuratervezőként
- Csongor és Tünde (2025) figuratervezőként

## Főbb képregényei
- Csalavári Csalavér (1957, Tábortűz)
- A nyúl meg a teknős (1957, Tábortűz)
- A bölcs róka (1957, Tábortűz)
- Az öt lovag históriája (1957, Tábortűz)
- Lágyszívű Lancelot (1957, Tábortűz)
- Peter Pan (1958, Tábortűz)
- A bűvészinas (1958, Plasztikus képek)
- Megjött az első (1958, Tábortűz)
- Disznó, kutya, macska, egér (1958, Tábortűz)
- A kis hóember (1960, Tábortűz)
- Ne hagyd magad emberke (1961-62)
- Marika álma (írta Kovács Ágnes, 1962, füles)
- Filmkockák (írta Kovács Ágnes, 1964, füles)
- Kajla (írta Alaszka Tamás, majd Szigeti Piroska, 1967-1982, Pajtás)
- Rozmár kapitány kalandjai (írta Peterdi Pál, 1971, Pajtás)
- Az űregér (1971, Füles)
- A dzsungel könyve (1971, Füles)
- A Coquillardok kincse (1971, Füles)
- A nagyidai cigányok (1972, Füles)
- Vuk (1972, Füles)
- Halandzsa (1972, Füles)
- Sam segédrendőr és a csúf kuvasz (1972, Füles)
- Tom és Huck kalandjai (1973, Füles)
- Huck és Tom kalandjai (1974, Füles)
- A magányosan sétáló macska (1974, Füles Évkönyve)
- Bambi (1975, Füles)
- Az ódon kastély titka (1975, Pajtás)
- Kastanka (1976, Füles)
- A furfangos Fatime (1976, Pesti Műsor)
- Óz, a csodák csodája (1976, Füles)
- Svejk (1977, Füles)
- A világ teremtése (1977, Pesti műsor)
- Az elvarázsolt herceg (1977, Füles)
- Pinokkió (1978, Füles)
- A fölösleges ördög (1978, Pesti műsor)
- A leltári tárgy rejtélye (1979, Pajtás)
- A bagdadi tolvaj (1980, Füles)
- Kincs?.....Nincs! (1981, a Magyar Úttörők Szövetsége nyári magazinja)
- Csongor és Tünde (1981, Füles)
- Köszöntés (1982, Füles) Fazekas Attilával, Korcsmáros Pállal, Sarlós Endrével, Sebők Imrével és Zórád Ernővel
- Bogáncs (1982, Füles)
- Tom Sawyer kalandjai (1985)
- Huckleberry Finn kalandjai (1986)
- A kevély csacsi (1993, Füles)

## Könyvei

### Képeskönyvei
- Vuk (1982, Pannónia Filmstúdió)
- Lúdas Matyi (1983, Pannónia Filmstúdió)
- Szaffi (1985, Kossuth Kiadó)
- Az erdő kapitánya (1988, Pannónia Film Vállalat)
- Jambus és Marcipán - Rendhagyó lovagregény (1989, Origo Kiadó)
- Itt a húsvét (leporellókönyv Nepp Józseffel) (1992, K & P Kft.)
- Vacak, a hetedik testvér (1999, Magyar Könyvklub)
- Vacak, az erdő hőse (2000, Magyar Könyvklub)

### Könyvillusztrátorként
- Tasnády Éva: A Falánk kecske (Minerva)
- Móricz Zsigmond: A török és a tehenek (1985, Idegenforgalmi Propaganda és Kiadó Vállalat)
- Zelk Zoltán: A három nyúl (1987, Pannónia Film Vállalat)
- Zelk Zoltán: Mese a legokosabb nyúlról (1988, Polygon)
- Csukás István: Sün Balázs (1990, Polygon Könyvkiadó/Szó-Kép Könyvkiadó Kft.)
- Arany László: A kismalac és a farkasok (1990, Polygon Könyvkiadó)
- Cs. Nagy Lajos: Alapfokú helyesírási gyakorlókönyv (1990,Trezor Kiadó)
- Gazdag Erzsébet: Megjött a télapó (1990, Polygon Könyvkiadó)
- Cs. Nagy Lajos: Nyelvtani elemzési gyakorlókönyv 7-8. osztály (1991,Trezor Kiadó)
- Nepp József: A húsvéti tojás (1991, Polygon Kiadó)
- Kolozsvári Grandpierre Emil: A két kicsi bocs meg a róka (1991, Polygon)
- Karinthy Frigyes: Tanár úr kérem (1993,Trezor Kiadó)
- Galántai Csaba: Rejtély Illatóriában (1994, Dohányzás vagy Egészség Magyar Alapítvány)
- Cser Gábor: Dörmi pici könyvek sorozat (Semic Interprint Kft.):
  - A gödény meg a hét törpe
  - A legfinomabb mákostészta
  - A mesterdetektív
  - A mézeskalács fogadó
  - A télapó szakálla
  - A torkos dzsinn
  - Arabella esküvője
  - Az okos varázspálca

## Díjai
- Balázs Béla-díj (1968)
- Érdemes művész (1978)
- Kiváló művész (1983)
- Budapest díszpolgára (2007)

## Emlékezete
2012-ben a Magyar Posta Vuk-illusztrációval alkalmi borítékot és bélyeget bocsátott ki. A CineFest 2017-től ítéli oda a Dargay Attila-díjat a magyar animáció fiatal tehetségeinek.